# Auchmera
Auchmera is een geslacht van vlinders van de familie snuitmotten (Pyralidae), uit de onderfamilie Phycitinae.

## Soorten
- A. falsalis Hampson, 1908
- A. yezonis Hampson, 1930